# 七人委員会
七人委員会（しちにんいいんかい、ドイツ語: Siebenerausschuss）は、フランクフルト国民議会の招集に先立ち、ハイデルベルク会議において、カール・テオドール・ヴェルカーの提案によってフランクフルト予備議会（Vorparlament）を招集するために設けられた委員会である。

## 概要
1848年3月5日のハイデルベルク会議は、ドイツの代表的な自由主義者及び民主主義者51名によって構成されており、ドイツ全国の代表者を招集し、国民議会の選挙を実施することを決定していた。そのため、この国民議会を準備するために、ネッカーに集まった人々は、七人委員会の委員を選出した。
七人委員会は、1848年3月12日、ハイデルベルクにおいても開催された。そのメンバーは、フランクフルトの擁護者であったゲオルク・クリストフ・ビンディング、ハインリヒ・フォン・ガーゲルン、ヨハン・アダム・フォン・イッツシュタイン、フリードリヒ・フォン・レーマー、自由主義者であり地主でもあった カール・フォン・バートン・ゲン・フォン・ステッドマン、カール・テオドール・ヴェルカー、プファルツの弁護士であったフリードリヒ・ユストゥス・ヴィリヒであった。彼らは、選挙と国民議会の設立を準備し、そのために、フランクフルト予備議会への招待状を発行しなければならなかった。この招待状は、ホルシュタインとシュレースヴィヒを含むドイツ各邦の元議員と現職議員に対して送付された。また、邦議会の議員ではないものの、三月前期に活躍して民衆の信頼を集めていた人物に対しても送付された。七人委員会の中で唯一の民主主義者であったイッツシュタインは、ヨハン・ヤコビ、ロベルト・ブルム、ヨハネス・ロンゲなど、自らの知人の中から、「祖国の友人」（Vaterlandsfreunde）たる人物をフランクフルトに招聘した。ラインラントの地主であったステッドマンは、自由主義者、民主主義者を問わず、40人に対して、フランクフルト予備議会の招待状を送付した。

## 内容
1848年3月12日、次のようなプログラムが協議された。
1. 責任ある閣僚を擁する連邦元首（Bundesoberhaupt）
2. 各邦の上院（Senat）
3. 国民の議会（ein Haus des Volkes）の議員は、人口7万人につき1名の割合で選出されるものとする。
4. 中央権力にとって有利となる次の事項を各邦が放棄することによって、連邦がその権限を有すること。
  1. 軍隊
  2. 外国に対する代表
  3. 商業、海法、連邦関税、貨幣、度量衡、郵便、水路及び鉄道の制度
  4. 民事及び刑事の立法及び司法手続の統一並びに連邦裁判所の設立
  5. 国民の自由の保障
5. 上記の基本的事項に基づく憲法制定国民議会の招集の決定は、信任のある者（Vertrauensmännern）によって強化された連邦当局によって実施されるものとする。
6. 現在の議会から選出される15名の委員からなる継続委員会（permanenter Ausschuss）は、憲法制定国民議会の招集を実行する任務を委託されるものとする。本日から4週間以内に招集が実施されない場合には、5月3日及び4日にこの委員会が再度招集されるものとする。緊急を要する場合、委員会は、より早い日程で議会を招集することができるものとする。